# Trentepohlia suberrans
Trentepohlia suberrans är en tvåvingeart som beskrevs av Alexander 1979. Trentepohlia suberrans ingår i släktet Trentepohlia och familjen småharkrankar.
Artens utbredningsområde är Bolivia. Inga underarter finns listade i Catalogue of Life.